# Anđelko Marušić
 Ovo je glavno značenje pojma Anđelko Marušić. Za nogometaša iz Širokog Brijega pogledajte Anđelko Marušić (nogometaš iz Širokog Brijega).
Anđelko Marušić (Omiš, 11. siječnja 1911. – Zagreb, 5. listopada 1981.) je bivši hrvatski nogometaš i otac redatelja Velog mista Joakima Marušića.
Nogometom se počeo baviti u SK Komita iz rodnog Omiša. U jesen 1929. godine debitira za splitski Hajduk za koji je odigrao 394 utakmice i postigao 15 golova od toga 3 gola u 176 prvenstvenih utakmica. Upamćen je kao neumoran, borben i požrtvovan igrač, zbog čega je dobio nadimak Ferata.
Na Hajdukove je treninge svaki dan išao pješke iz Omiša u Split i natrag.
Za reprezentaciju Jugoslavije odigrao je 16 utakmica. Svoj reprezentativni debi imao je 16. studenog 1930. u gostima protiv Bugarske (0:3).
Preminuo je 1981. u Zagrebu. Njemu u čast, gradski stadion u Omišu nosi ime "Anđelko Marušić – Ferata".
Statistika u Hajduku
| Natjecanje        | Nastupi | Zgoditci |
| ----------------- | ------- | -------- |
| Prvenstvo         | 176     | 3        |
| Kup               | 18      | 0        |
| Superkup          | 0       | 0        |
| Međunarodne       | 0       | 0        |
| Splitski podsavez | 15      | 3        |
| Ukupno            | 209     | 6        |
| Prijateljske      | 185     | 9        |
| Sveukupno         | 394     | 15       |